# Walter Pichler (Künstler)
Walter Pichler (* 1. Oktober 1936 in Deutschnofen, Südtirol; † 16. Juli 2012 in Wien) war ein aus Südtirol stammender Bildhauer, Architekt, Zeichner, Buchgestalter und Objektkünstler.

## Leben

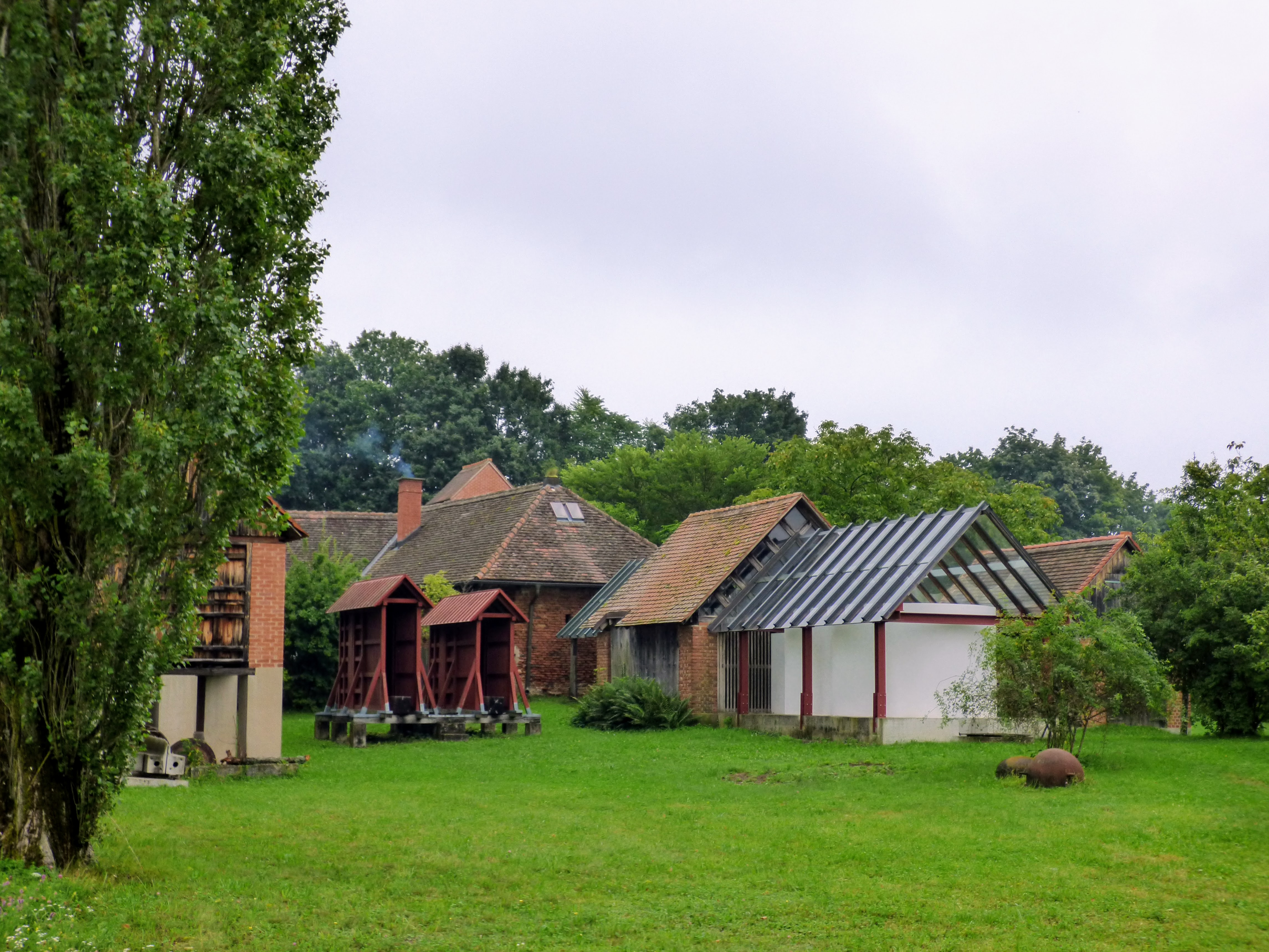
Anwesen Pichlers in St. Martin an der Raab

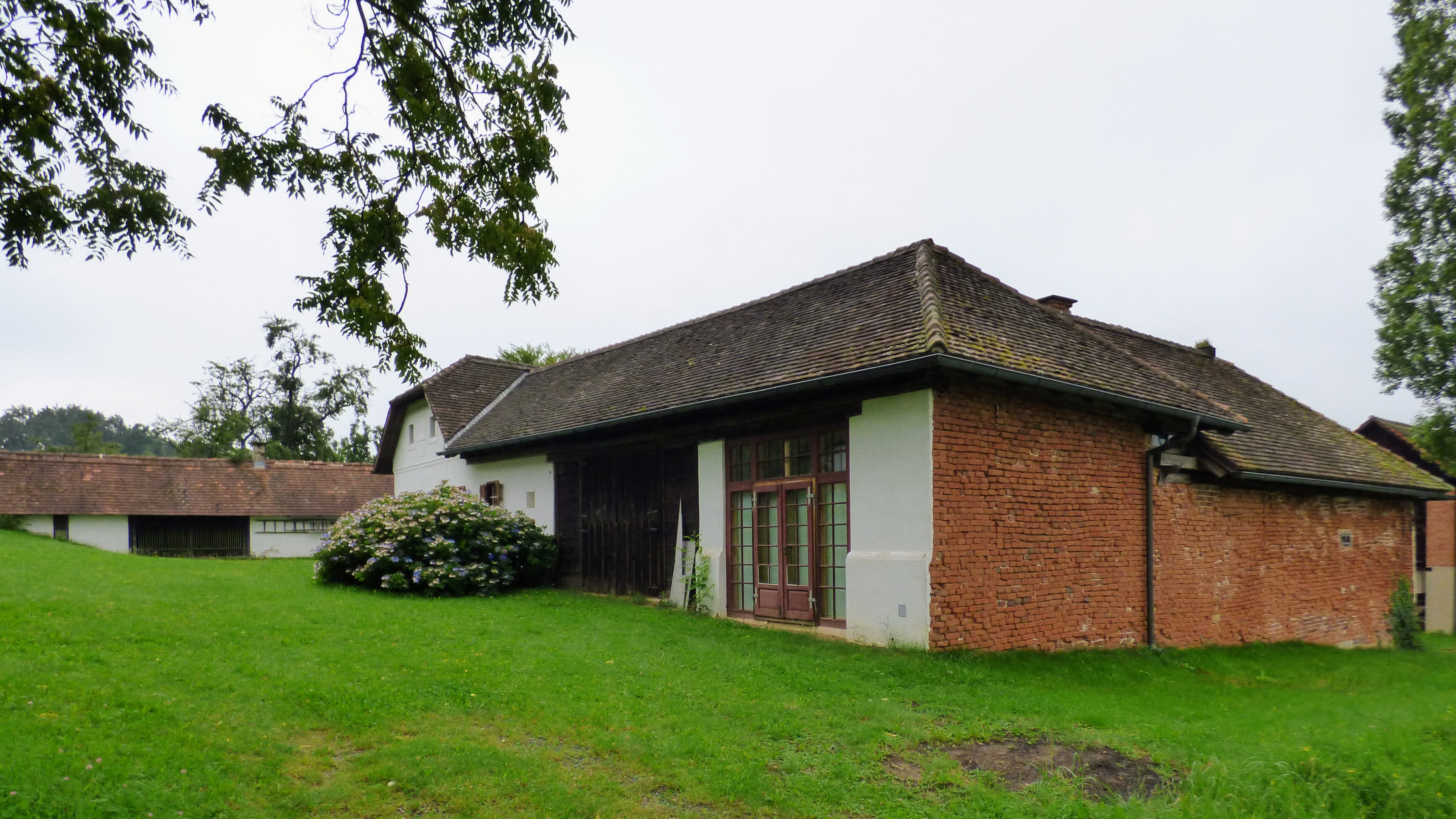
Anwesen Pichlers in St. Martin an der Raab

Walter Pichlers Familie verließ im Zuge der Option Südtirol. Er lernte an der Kunstgewerbeschule in Innsbruck. Im Jahr 1955 machte er seinen Abschluss an der Hochschule für Angewandte Kunst in Wien. Pichler arbeitete seit den 1960er Jahren als Künstler im Grenzbereich von Skulptur und Architektur. Im Jahr 1960 erfolgte ein Aufenthalt in Paris und 1963 eine Reise nach New York City und nach Mexiko.
Im Jahr 1963 hatte er seine erste Ausstellung, Architektur, gemeinsam mit Hans Hollein in der Galerie nächst St. Stephan in Wien. Pichler schuf Objekte, Skulpturen und Installationen (teilweise auch mobil) und beschäftigte sich anfangs mit architektonischen Entwürfen für utopische Stadtmodelle und mit plastischen Projekten, die sich mit Raum und dessen individueller Wahrnehmung auseinandersetzen. Er erdachte visionäre Architekturvorstellungen, für die er teilweise mit Hans Hollein zusammenarbeitete. Gemeinsam wollten sie in den 1960er Jahren die „Architektur von den Zwängen des Bauens befreien“ und „die Skulptur aus den Zwängen erstarrter Abstraktion lösen“. Von seinen Objekten sind die 1967 präsentierten Prototypen oder der tragbare TV-Helm als „Tragbares Wohnzimmer“ oder die pneumatische Skulptur Großer Raum sehr bekannt geworden.
Er hatte 1967 eine Ausstellung im Museum of Modern Art in New York City, nahm an der Biennale de Paris teil und war 1968 mit drei seiner Prototypen und der Fusion von Kugeln Teilnehmer der 4. documenta in Kassel. Er war auch auf der documenta 6 im Jahr 1977 vertreten.
Im Jahr 1972 erwarb Pichler einen alten Bauernhof in Sankt Martin an der Raab im Südburgenland, wo er seitdem lebte und arbeitete. Hier verbrachte er mehr Zeit als in seinem Atelier in Wien, hier schuf er sich eine ideale Umgebung für seine Skulpturen. Diese werden grundsätzlich nicht verkauft, sondern Pichler baute für sie eigene Häuser. So entstanden neben dem Wohngebäude in St. Martin unter anderem das Haus für den Rumpf und die Schädeldecken, das Haus für die Wagen, das Haus für das große Kreuz und das Haus für die zwei Tröge. St. Martin sei der ideale Ort für seine Skulpturen, sagte Pichler, und schickte diese nur ungern zu Ausstellungen auf Reisen. Eine weitere Besonderheit dieses Künstlers: Er arbeitete extrem langsam, benötigte manchmal Jahrzehnte für die Fertigstellung einer Skulptur, machte viele Skizzen, genaue Zeichnungen und Pläne, baute Modelle. Zeit war für ihn ein wichtiger Werkstoff, gleichberechtigt mit Materialien wie Plastik, Lehm, Holz und diverse Metalle wie Blei, Zinn und Zink. Pichler legte größten Wert auf handwerkliche Qualität und Genauigkeit, immer wieder kombinierte er Materialien, die sich nur sehr schwer vereinen lassen.
Seinen finanziellen Unterhalt bestritt Pichler zum einen aus dem Verkauf von Skizzen, Plänen und Zeichnungen, zum anderen gestaltete er viele Jahre lang Bücher, zunächst für den Residenz Verlag, danach für Jung und Jung. Lehraufträge an Universitäten und staatliche Auszeichnungen hat er fast immer abgelehnt. Ausnahmen bildeten der Max-Beckmann-Preis der Stadt Frankfurt am Main, den er 1987 erhielt, sowie der Österreichische Staatspreis.
Am 16. Juli 2012 erlag Pichler 75-jährig einer Krebserkrankung. Er war verheiratet mit der Architekturfotografin Elfi Tripamer und hatte eine Tochter, Anna Tripamer.

## Auszeichnungen
- 1984 Tiroler Landespreis für Kunst in Innsbruck
- 1984 Arnold-Bode-Preis in Kassel
- 1985 Großer Österreichischer Staatspreis in Wien

## Ausstellungen (Auswahl)
- 1963: Architektur mit Hans Hollein, Galerie nächst St. Stephan, Wien
- 1967: Visionary Architecture mit Hans Hollein und Raimund Abraham, Museum of Modern Art, New York City
- 1968: 4. documenta, Kassel
- 1971: Museum des 20. Jahrhunderts, Wien
- 1973: Albertina (Wien)
- 1975: Projects, Museum of Modern Art, New York
- 1978: Haus der Kunst, München, Israel-Museum, Jerusalem
- 1981: Werkschau sämtlicher Architekturprojekte, Zeichnungen, Staatliche Akademie der Bildenden Künste Stuttgart (kuratiert von Wolfgang Kermer in Verbindung mit Walter Pichler)
- 1982: Biennale von Venedig
- 1987: Skulpturen, Zeichnungen, Modelle, Städtische Galerie im Städelschen Kunstinstitut, Frankfurt am Main
- 1990: Skulpturen, Museum für angewandte Kunst, Wien
- 1998: Drawings:Sculptures:Buildings, Stedelijk Museum, Amsterdam
- 2001: Drawings, Sculptures, Architecture, Gladstone Gallery, New York
- 2008: Es ist doch der Kopf, Berlin und Innsbruck
- 2011: Skulpturen, Modelle, Zeichnungen, Museum für angewandte Kunst, Wien
- 2012: Der gemalte Raum. Werke aus der Sammlung Essl im Schömer-Haus, Schömer-Haus, Klosterneuburg/Wien
- 2013: Zeichnungen, Contemporary Fine Arts, Berlin
- 2016/17: Radikal: Architektur und Prototypen, Museum der Moderne Salzburg
- 2017/18: Schmetterling Gebäude und Eiserne Frau, Galerie Elisabeth & Klaus Thoman, Innsbruck